# Крутихинское (Свердловская область)
Крутихинское — село в Ирбитском муниципальном образовании Свердловской области, Россия.

## Географическое положение
Село Крутихинское Ирбитского муниципального образования находится в 40 километрах на юго-юго-западе от города Ирбит (по автомобильной дороге -в 59 километрах), в долине реки Чернушка (правого притока реки Ирбит). Село расположено по берегам реки Чёрной и в 180 верстах от Екатеринбурга. Местность, занимаемая селом, открытая, холмистая. Почва глинистая, покрытая нетолстым слоем чернозёма.

## История села
Основателями села были Андрей Софонов и Трофимов, которые сбежали с военной службы и поселились на левом берегу речки Крутишки. Сюда начали приходить искатели привольной жизни и таким образом положено начало селению. Впоследствии жители перешли с речки Крутишки на речку Чёрную, где находится село, образовали здесь посёлок и назвали его Крутицким, а после, название это изменилось в Крутихинское. В начале XX века приход состоял из жителей села и деревни Лаптевой, которая находится в 5 верстах.
В XIX—XX веках на Ирбитской ярмарке неизменным спросом пользовались верёвки и канаты, производимые из местной конопли. Главным занятием сельчан было хлебопашество и приготовление верёвок из волокна конопли. 

## Школа
В 1900-х годах существовало земское начальное народное училище.

## Население
В 1900 году все жители были русские, православные, численностью 1197 мужского и 1237 женского пола.
| 2002 | 2010 | 2021 |
| ---- | ---- | ---- |
| 232  | ↘174 | ↘105 |

## Михаило-Архангельская церковь
Каменный, одноэтажный храм с престолом во имя Архистратига Божия Михаила был окончательно построен и освящён в 1868 году. Храм строился на средства прихожан, причём много заботились о построении крестьяне Мирон Насонов и Иоанн Агафонов. Для помещения священника в селе имеется общественный дом. Храм закрылся в 1930 году.
В настоящий момент полуразрушен, разрушен купол, сохранилась шатровая колокольня, росписи утеряны, не восстанавливается.